# Pied d'immersion

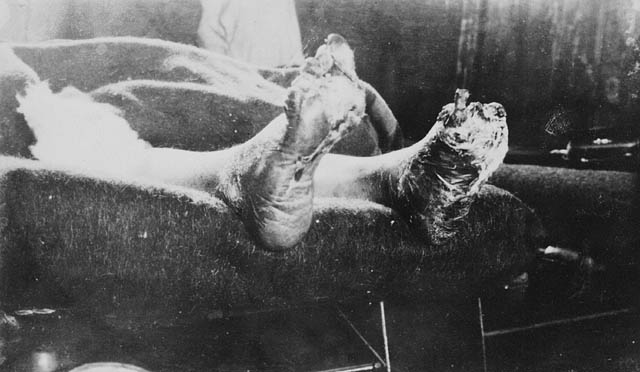
Pied de tranchée affectant un soldat pendant la Première Guerre mondiale.

Le pied d'immersion (ou syndrome du pied immergé) est un ensemble de lésions aux pieds causées par l'absorption d'eau par les couches extérieures de la peau,. Ces maladies diffèrent selon la température de l'eau où le pied séjourne : le pied de tranchée, le pied d'immersion tropicale et le pied d'immersion en eau chaude:26–7. Lors d'une étude sur trois jours commandée par l'armée, les résultats indiquent que les effets et la douleur sont majorés quand le pied subit une humidité et que la peau reste chaude.

## Causes

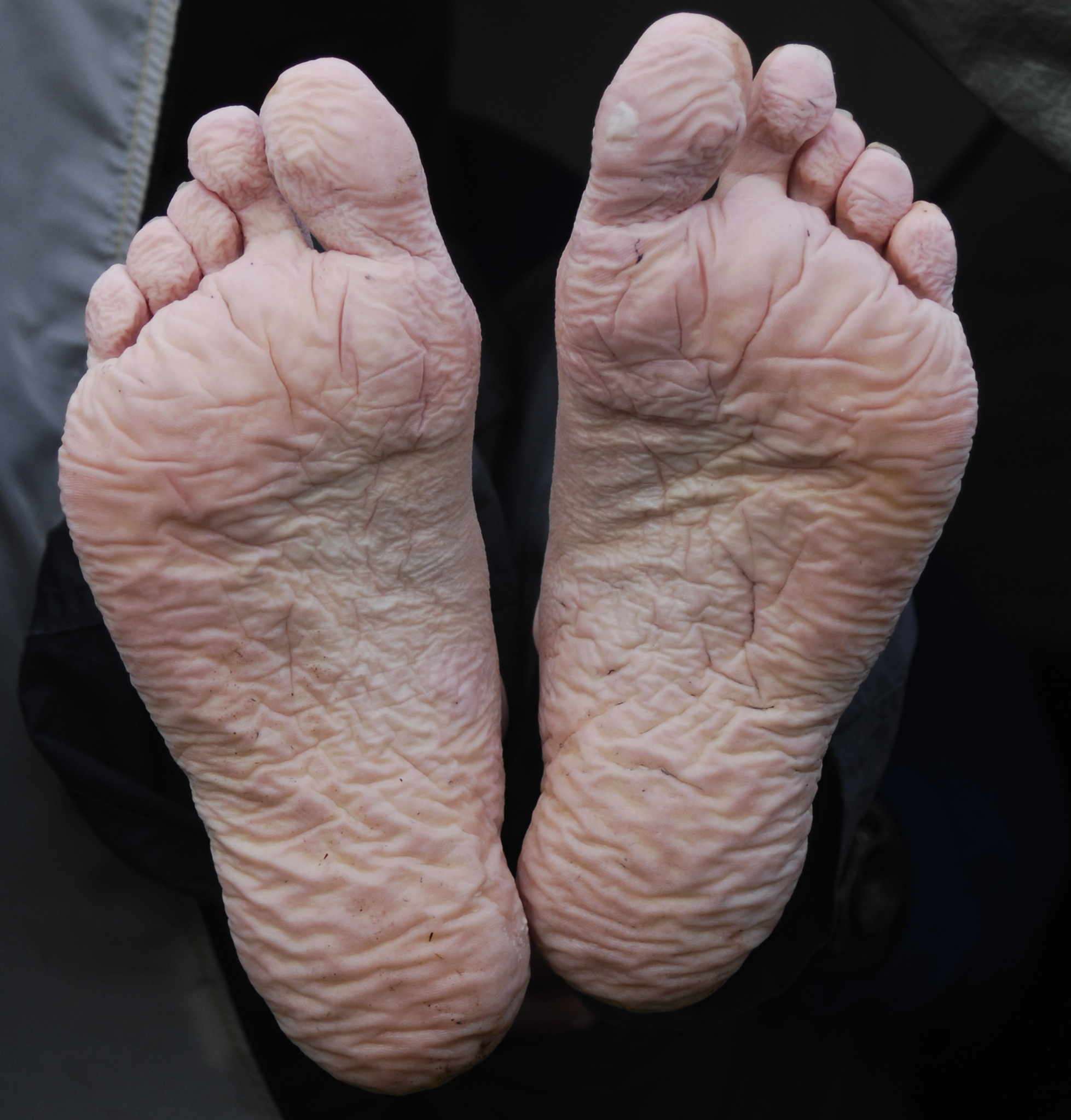
Symptômes modérés du pied des tranchées.

### Pied de tranchée
Le pied de tranchée est une maladie dans laquelle les pieds, exposés à un milieu humide, froid et peu hygiénique, subissent une nécrose, voire des ulcérations et des infections conduisant à la gangrène, donc à l'amputation.

### Pied d'immersion tropicale
Le pied d'immersion tropicale affecte le pied lorsqu'il trempe dans de l'eau ou de la boue dont la température excède 22 degrés pendant deux à dix jours,:27.

### Pied d'immersion en eau chaude
Le pied d'immersion en eau chaude se manifeste par une macération de la peau (en) (peau fripée) et sa décoloration (en), accompagnées de rides sur la plante du pied et d'un gonflement aux orteils (surtout l'hallux) et aux bords du pied. Cet état résulte d'un séjour des pieds dans un milieu chaud et humide pendant au moins 48 heures.
La macération des pieds intervient après une exposition à des conditions chaudes et humides. Le pied présente alors de larges cloques, douloureuses lorsqu'elles éclatent. Sur des zones étendues du talon, des côtés et des zones saillantes, la peau est extrêmement sensible, rouge et vulnérable aux infections. Si l'humidité persiste, les lésions s'aggravent : les cloques se multiplient et recouvrent entièrement le talon ainsi que d'autres zones du pied, surtout les parties inférieures et les orteils. Les couches de peau pèlent les unes après les autres et laissent apparaître des ulcérations profondes, molles et rouges.
La guérison nécessite que les pieds soient nettoyés, séchés et maintenus dans un air sain pendant plusieurs semaines.
Le pied d'immersion en eau chaude est un problème courant chez les personnes sans-abri qui portent les mêmes chaussettes et les mêmes chaussures sur des périodes prolongées, surtout si ces vêtements sont humides à cause de la pluie et de la neige. Si les pieds sont maintenus dans un milieu chaud, sombre et humide, les infections bactériennes et fongiques prolifèrent et entraînent une forte odeur:27.

## Prévention
L'armée britannique a établi des protocoles pour aider les soldats à conserver les pieds au sec, méthode la plus sûre pour prévenir la maladie. Les soldats devaient se sécher les pieds et les garder au sec en changeant de chaussettes plusieurs fois par jour. Après la première année de la Première Guerre mondiale, les soldats britanniques avaient pour instruction de détenir en permanence trois paires de chaussettes et de les changer régulièrement. L'application d'huile de baleine était également réputée efficace pour lutter contre le pied de tranchée, avant qu'on constate que ce traitement aggravait la transpiration des pieds, qui alors s'humidifiaient plus encore. Il n'était pas inhabituel qu'un bataillon britannique situé en première ligne utilise dix gallons (soit environ 38 litres) d'huile de baleine chaque jour.